# Dichromodes plusiata
Dichromodes plusiata là một loài bướm đêm trong họ Geometridae.